# Radio Club Venezolano
Der Radio Club Venezolano (RCV), deutsch „Venezolanischer Amateurfunkverband“, ist die nationale Vereinigung der Funkamateure in Venezuela.

## Geschichte
Im Jahr 1934 traf sich eine Gruppe von Funkbegeisterten, darunter Alberto López, Chefingenieur von Broadcasting Caracas, wie das heutige Radio Caracas Radio ursprünglich hieß, im Athenäum der Stadt, dem Ateneo de Caracas. Ihr Wunsch war, eine Organisation zu gründen, die die Funkamateure des Landes vereint, bei deren weiterer Ausbildung hilft und sie gegenüber staatlichen Institutionen vertreten kann. So entstand der RCV.
Der RCV dient allen Menschen im Lande, die sich für die Funktechnik begeistern, und zwar unabhängig von deren Abstammung, Religion, politischen Ansichten oder sozialem Status. Gemeinsames Ziel ist und bleibt, den Fortschritt der Technik zu fördern und den Mitmenschen im Fall von Katastrophen oder Unfällen zu helfen. Darüber hinaus unterstützt er durch Aus- und Weiterbildung von Funkamateuren.
Bereits am 25. Juli 1936 wurde der RCV als Mitglied in die International Amateur Radio Union (IARU Region 2) aufgenommen, der internationalen Vereinigung von Amateurfunkverbänden, und vertritt dort die Interessen der Funkamateure des Landes.